# Parrerito
Eduardo Neves Borges, mais conhecido como Parrerito (São Fidélis, 20 de junho de 1953 — Belo Horizonte, 13 de setembro de 2020), foi um cantor brasileiro de música sertaneja, ganhou destaque nacional por ser integrante do Trio Parada Dura. É irmão do também cantor Barrerito.

## Biografia
Cantor, violonista e compositor, Eduardo Borges nasceu em São Fidélis, no estado do Rio de Janeiro, em 1953.
Em 6 de setembro de 1982, seu irmão Barrerito e os outros integrantes do Trio Parada Dura sofreram um acidente aéreo na cidade de Espírito Santo do Pinhal, interior do estado de São Paulo. O acidente deixou Barrerito paraplégico e com isso, Parrerito assumiu provisoriamente o lugar do irmão no Trio, enquanto seu irmão estava em tratamento. Ainda em 1982, Barrerito retornou para o Trio Parada Dura e Parrerito, foi seguir carreira artística em Goiânia.
Em 1986, ao lado de Catalão e Marcel formou o Trio Para Bilhões e alterou seu nome artístico para Roserito. O Trio Para Bilhões teve vida curta e durou de 1986 até 1988. Com o Trio Para Bilhões Parrerito, na época Roserito, gravou 2 LP's intitulados de: Trio Para Bilhões (1986) e Espelho Velho (1988).
Em 1988, Barrerito decidiu sair do Trio Parada Dura e seguir carreira solo, com isso, Parrerito abandonou o nome artístico "Roserito"  e retornou para o Trio Parada Dura mas dessa vez, com permanência definitiva, estreou no Trio Parada Dura com a gravação do LP "Nos Braços do Povo" (1988).
Parrerito esteve presente no Trio Parada Dura de 1988 até 2006, quando ele e Creone saíram do Trio e formaram uma dupla sertaneja intitulada de Os Parada Dura, anos mais tarde, a dupla se tornou Trio novamente com a chegada do sanfoneiro Xonadão, sendo conhecidos como O Trio do Brasil.
Em 2013, Parrerito, Creone e Xonadão entraram na justiça e tentaram adquirir o direito da exploração do nome artístico "Trio Parada Dura", porém não conseguiram, pois, o nome artístico "Trio Parada Dura" estava registrado no cartório, como sendo propriedade do sanfoneiro e fundador do Trio Parada Dura, Mangabinha.
No ano de 2015, Mangabinha faleceu vítima de um infarto causado por diabetes e sua família cedeu o direito da exploração do nome artístico "Trio Parada Dura" para Parrerito, Creone e Xonadão.
Ao lado do Trio Parada Dura, Parrerito gravou 5 LP's, 4 CD's e 4 DVD's.

## Morte
No dia 29 de agosto de 2020, Parrerito deu entrada em um hospital privado de Belo Horizonte e após exames, testou positivo para COVID-19 e permaneceu internado.
Em 31 de agosto de 2020, Parrerito precisou ser encaminhado para UTI e após 16 dias internados, faleceu em 13 de setembro de 2020 vítima de complicações da COVID-19.